# Guiler-sur-Goyen
Guiler-sur-Goyen é uma comuna francesa na região administrativa da Bretanha, no departamento Finisterra. Estende-se por uma área de 11,14 km². Em 2010 a comuna tinha 536 habitantes (densidade: 48,1 hab./km²).